# Синявський Володимир Іванович
Володимир Іванович Синявський (18 лютого 1932 — 27 грудня 2012) — український радянський спортсмен-борець (вільного стилю, легкої ваги), чемпіон світу (1959), срібний призер Олімпійських ігор у Римі (1960), переможець Кубка світу (1958), чотириразовий чемпіон СРСР (у 1957, 1958,1959 та 1961 р.). Заслужений майстер спорту СРСР (з 1960 р.).

## Біографія
Народився на хуторі Зіньківському неподалік від села Вільшани в Дергачівському районі на Харківщині.
Боротьбою почав займатися з 20 років. Тренер — Арам Ялтирян.
З 1955 року був п'ять разів чемпіоном УРСР та 4 рази чемпіоном СРСР (у 1957, 1958,1959 та 1961 рр.). Здобув золоті медалі у змаганнях за кубок світу у 1958 році і першість світу в Тегерані в 1959-му та 2-ге місце на першості світу в Йокогамі в 1961 році. Також став володарем срібної медалі на XVII Олімпійських іграх у Римі що відбулися у 1960 році.
У 1962 рокці закінчив Київський інститут фізичної культури. З 1966 року на тренерській роботі.